# Црна река (област)
Црна река или Црноречје је област у источној Србији која обухвата територију некадашње Црноречке нахије. Омеђена је планинама Самањац и Кучај на западу и северозападу, Црним врхом, Великим кршом, Столом и Дели Јованом на северу, Старом планином на истоку и Тупижницом и Ртњом на југу. Данас се топоним Црноречје чешће користи за горњи и средњи ток Црног Тимока.
Највећи део области Црне реке припада сливу Црне реке, односно Црног Тимока који извире код села Криви Вир, а након 84 километара на исток, спаја се са Белим Тимоком код Зајечара формирајући Тимок. У своме току пролази кроз три котлине и две клисуре.
Црна река је данас административно подељена тако да западни део који обухвата средњи и горњи ток Црног Тимока припада општини Бољевац, северни предели припадају граду Бору, а источни делови припадају територији града Зајечара. Највећа и најзначајнија насеља у области су Зајечар, Бор и Бољевац који су и центри административних јединица.

## Постанак и порекло назива
У турским изворима, средином 15. века, помиње се област Црна река у којој су највећа насеља била Слатина, Бучје, Ржана, Кобиље, Црквиште, Злаће, Срмлан, Бањица, Црни Дол, Кузмино, Дрмник, Облак, Стопања, Јаблановик, Породим, Савинац, Горња Лубница, Горња Грабовница, Релов Дол, Церовница, Снетина, Потпегалце, Зајечар, Грлиште и др. Судећи према данас постојећим насељима, може се закључити да се област Црне реке налазила уско уз долину Злотске реке, Црног Тимока и делом Беле реке, што је мање од територије данашње регије. До 1530. године Црна река је припадала Видинској нахији, када је образована самостална Црноречка нахија коју су заправо чиниле три мање области — Црна река, Кливје и Винишница. Тачно читање назива области Кливје и Винишница није могуће јер су временом изашли из употребе, а села по којима су области добиле назив више не постоје.
Претпоставља се да се првобитно назив Црна река односио на  горњи ток Рготске реке, илити тачније подручје између Слатине и Беле Реке, па је потом прешао на читаву област као и реку Црни Тимок, која се пре називала Кривовирски Тимок.

## Становништво
Порекло становништво Црне реке је различито и етнички хетерогено с обзиром да су већина становништва досељеници из разних крајева Балканског полуострва. У Црној реци заступљене су све познатије миграционе струје: динарска, косовско-метохијска, моравско-вардарска и тимочко-браничевска миграциона струја. Посебну специфичност за овај крај Србије представљају миграције влашког досељеничког становништва. Једини прави староседеоци су мештани села из долине Грлишке реке (Грлиште, Горња Бела Река и Лесковац).

## Галерија
- Феликс Ромулијана
- Ртањ
- Зајечар
- Манастир Лапушња
- Лазарев кањон
- Брестовачка бања
- Грлишко језеро
- Стара кућа у Илину
- Боговинска пећина
- Манастир Крепичевац